# Borgo Montello
Borgo Montello is een plaats (frazione) in de Italiaanse gemeente Latina.